# Atheris hirsuta
Atheris hirsuta е вид змия от семейство Отровници (Viperidae).

## Разпространение
Видът е разпространен в Кот д'Ивоар.